# Paul Rowe
Paul Edward Rowe (Somerville, 5 maggio 1914 – Wynnewood, 28 agosto 1993) è stato un hockeista su ghiaccio statunitense.

## Palmarès

### Olimpiadi invernali
- Bronzo a Garmisch-Partenkirchen 1936 nell'hockey su ghiaccio.